# The Keepers Of Jericho - Parte I
The Keepers Of Jericho - Parte I es un álbum tributo dedicado al grupo de power metal Helloween publicado en el año 2000 que contiene versiones grabadas por otras bandas de temas de los discos Walls of Jericho (álbum), Keeper Of The Seven Keys Part 1 y Keeper Of The Seven Keys Part 2

## Canciones[1]
1. «Guardians» - Rhapsody
2. «I Want Out» - Sonata Arctica
3. «A Little Time» - Heaven's Gate (banda)
4. «Ride The Sky» - Metalium
5. «I'm Alive» - Luca Turilli
6. «Judas» - Morifade
7. «Eagle Fly Free» - Vision Divine
8. «Savage» - Brainstorm
9. «Future World» - Labyrinth
10. «Save Us» - Cydonia
11. «Victim Of Fate» - Squealer
12. «Halloween» - Dark Moor
13. «How Many Tears» - Secret Sphere